# La granja Abbey
La granja Abbey es uno de los 56 relatos cortos sobre Sherlock Holmes escrito por Arthur Conan Doyle. Fue publicado originalmente en The Strand Magazine y posteriormente recogido en la colección El regreso de Sherlock Holmes.

## Argumento
Una fría mañana de invierno de 1904, Holmes  recibe una carta del inspector Stanley Hopkins desde la granja Abbey, en Marsham, Kent, solicitando su ayuda para desvelar el misterioso asesinato de Sir Eustace Brackenstall. De camino hacia el lugar de los hechos, Holmes reprocha a Watson  la falta de interés científico de sus relatos y da a entender, por primera vez, su intención de retirarse al campo para escribirlos personalmente.
A su llegada a la granja Abbey se encuentran con Lady Brackenstall, una mujer de una extraordinaria belleza e ideas avanzadas. A través de ella, Conan Doyle ataca la anticuada e injusta ley del divorcio inglesa:: "Les aseguro que esas monstruosas leyes de ustedes serán la maldición del país. Dios no permitirá que perdure semejante maldad."
Lo que en principio parece obra de una banda de salteadores de casas, resultará ser consecuencia de la necesaria defensa de la bella Lady Brackenstall por parte de un pretendiente suyo, acción en la que resultará muerto el abominable Sir Eustace, un hombre violento y muy cruel.
Holmes, una vez más, dejará libre al culpable Jack Crocker, añadiendo: "Prefiero engañar a la justicia de Inglaterra que a mi propia conciencia." Con la ayuda de Watson, Sherlock Holmes montará un simulacro de juicio en Baker Street, del que saldrá la siguiente sentencia: "Vox populi, Vox Dei. Está usted absuelto, capitán Crocker."